# Subida a Arrate

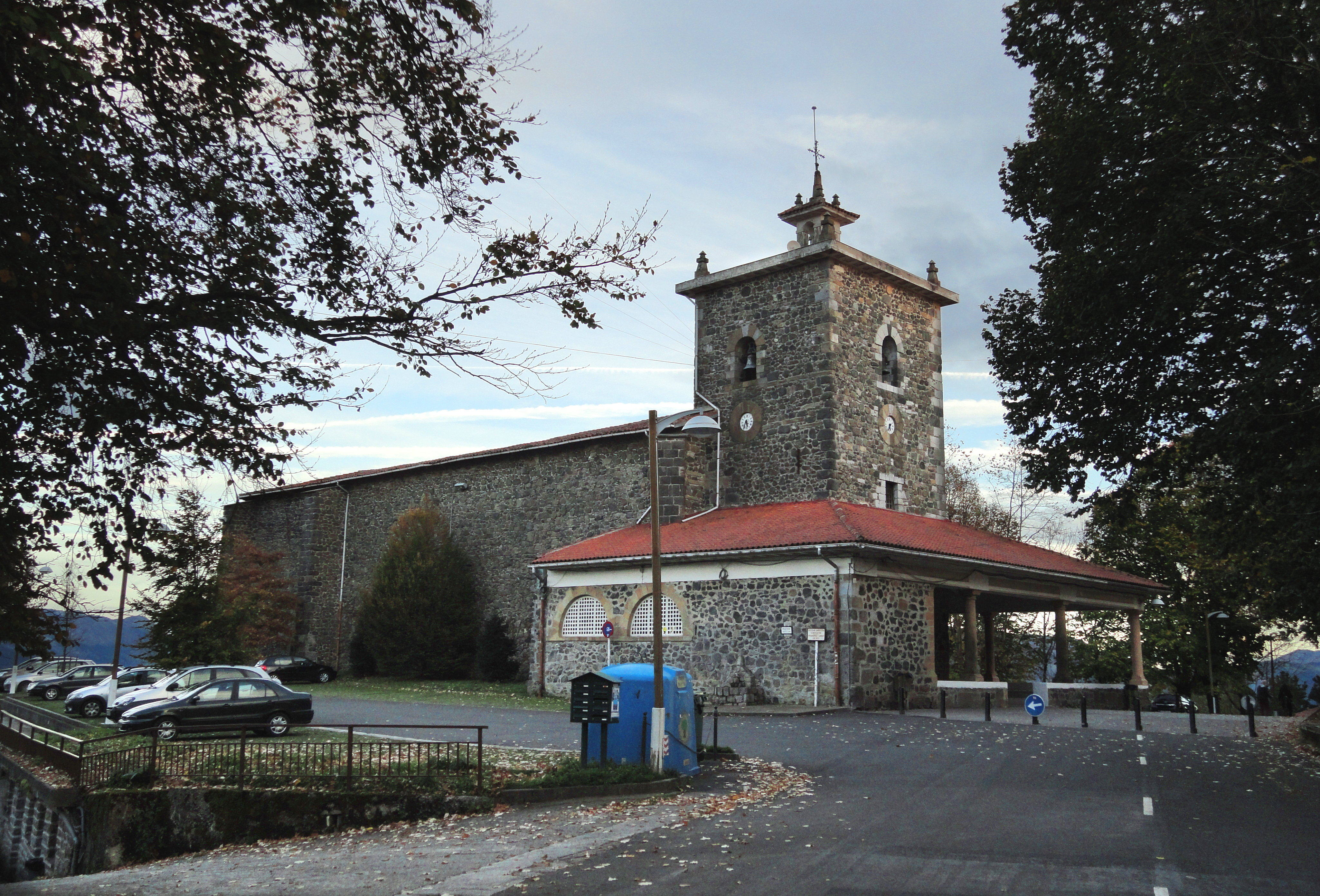
Santuario de Arrate.

Subida a Arrate ("klättringen till Arrate", baskiska Arrateko Igoera) var ett spanskt (baskiskt) endagslopp i landsvägscykling som avhölls från 1941 till 1986. 1987 gjordes det om till ett etapplopp genom sammanslagning med det nyupplivade Eibarko Bizikleta, sedan 1991 kallat Euskal Bizikleta (varunder resultaten listas) vilket senare i sin tur slogs samman med Baskien runt. Subida a Arrate var 7–8 km långt och närmast ett backlopp från Eibar norrut uppför en i genomsnitt drygt åtta-nioprocentig stigning (som mest 19,7 % på 100 m), "Collado de Krabeliñ", och från krönet svagt nerför till kyrkan Santuario de Arrate. Det hölls vanligen som ett linjelopp, men under 1965–1968 kördes både ett linjelopp och ett individuellt tempolopp, vars tider lades samman.

## Podieplaceringar
| År         | Vinnare                 | Tvåa                        | Trea                          |
| 1941       | Pedro Zugasti           | Martín Mancisidor           | Agustín Uribe                 |
| 1942       | Martín Mancisidor       | Martín Abadía               | Félix Vidaurreta García       |
| 1943       | Martín Mancisidor       | José Gandara                | Félix Vidaurreta García       |
| 1944       | Martín Mancisidor       | José Gandara                | Félix Vidaurreta García       |
| 1945       | José Gandara            | José Gutiérrez              | Fermín Trueba                 |
| 1946       | Martín Mancisidor       | Sotero Lizarazu             | Miguel Lizarazu               |
| 1947       | Miguel Lizarazu         | Hortensio Vidaurreta        | Félix Vidaurreta García       |
| 1948       | Miguel Lizarazu         | Hortensio Vidaurreta        | Joaquim Filba                 |
| 1949       | Jesús Loroño            | José Serra Gil              | Emilio Rodríguez Barros       |
| 1950       | Manuel Rodríguez Barros | Julio San Emeterio Albascal | Juan Espín                    |
| 1951       | Manuel Rodríguez Barros | Julián Aguirrezabal         | Jesús Loroño                  |
| 1952       | Hortensio Vidaurreta    | Jesús Loroño                | Manuel Rodríguez Barros       |
| 1953       | Julián Aguirrezabal     | Jesús Loroño                | Cosme Barrutia                |
| 1954       | Óscar Elgezabal         | Antón Barrutia              | Julio San Emeterio Albascal   |
| 1955       | Antón Barrutia          | Fausto Iza                  | Ponciano Arbelaiz             |
| 1956       | Antón Barrutia          | Antonio Gelabert Armengual  | Carmelo Morales Erostarbe     |
| 1957       | José Michelena          | Carmelo Morales Erostarbe   | Manuel Rodríguez Barros       |
| 1958       | Federico Bahamontes     | Benigno Aspuru              | Joan Bibiloni Frau            |
| 1959       | Federico Bahamontes     | Jesús Loroño                | Carmelo Morales Erostarbe     |
| 1960       | Federico Bahamontes     | Valentin Huot               | Jesús Loroño                  |
| 1961       | Federico Bahamontes     | Ventura Díaz Arrey          | Jesús Loroño                  |
| 1962       | Federico Bahamontes     | Julio Jiménez               | Esteban Martín Jiménez        |
| 1963       | Juan José Sagarduy      | Federico Bahamontes         | Jacques Anquetil              |
| 1964       | Joaquim Galera          | Francisco Gabica            | Eusebio Vélez                 |
| 1965       | Julio Jiménez           | Federico Bahamontes         | Angelino Soler                |
| 1966       | Raymond Poulidor        | Eusebio Vélez               | Juan José Sagarduy            |
| 1967       | Eduardo Castelló        | Ventura Díaz Arrey          | Jaime Fullana Rosselló        |
| 1968       | Raymond Poulidor        | Domingo Fernández           | Eusebio Vélez                 |
| 1969       | Domingo Fernández       | Eduardo Castelló            | Luis Ocaña                    |
| 1970       | Joaquim Galera          | Eduardo Castelló            | Leif Mortensen                |
| 1971       | Luis Ocaña              | Gabriel Mascaró             | Andrés Oliva Sánchez          |
| 1972       | Gonzalo Aja             | José Luis Abilleira         | Herman Van Springel           |
| 1973       | Santiago Lazcano        | Leif Mortensen              | Francisco Galdós              |
| 1974       | Pedro Torres            | Andrés Oliva Sánchez        | Gonzalo Aja                   |
| 1975       | Francisco Galdós        | Luis Ocaña                  | Santiago Lazcano              |
| 1976       | ej avhållet             | ej avhållet                 | ej avhållet                   |
| 1977       | Carlos Ocaña            | Ismael Lejarreta            | José Nazabal                  |
| 1978       | Faustino Fernández      | Francisco Albelda           | Albert Zweifel                |
| 1979– 1980 | ej avhållet             | ej avhållet                 | ej avhållet                   |
| 1981       | Johan De Muynck         | Mariano Martínez            | Graham Jones                  |
| 1982       | Ángel Arroyo            | Faustino Rupérez            | Julián Gorospe                |
| 1983       | Alberto Fernández       | Faustino Rupérez            | Antonio Coll                  |
| 1984       | Stephen Roche           | Iñaki Gastón                | Mariano Sánchez Martínez      |
| 1985       | Iñaki Gastón            | Ángel de las Heras          | Juan Tomás Martínez Gutiérrez |
| 1986       | Iñaki Gastón            | Marino Lejarreta            | Laudelino Cubino              |